# Yōko Nagayama
Yōko Nagayama (長山洋子 Nagayama Yōko), född 13 januari, 1968 i Tokyo, Japan , är en japansk enka-sångare, före detta J-pop-sångare och skådespelare.

## Hennes yngre år
Vid fyra års ålder började hon ta min'yo-sånglektioner i grupp med sin far. Trots att hon i början deltog för att hon tyckte om uppmärksamheten från sin fars klasskamrater, började hon snart studera och sjunga min'yo med honom. När hon var tio började hon spela shamisen. Hennes far gav henne en shamisen som hon använder än i dag.

## J-pop-eran
Yōko fortsatte sjunga genom hela sin grundskoletid. Hennes plan var att bli en professionell enka-sångare efter att ha gått ut grundskolan. Men när hon var sexton fick hon och föräldrarna höra att hon var för ung för att sjunga enka. Istället började hon då sjunga J-pop.
Hennes debutsång var Haru wa SA-RA SA-RA (春はSA-RA SA-RA), som släpptes 1984. Dock fick den ett svalt mottagande likt hennes andra sånger, tills hon fick sin första hit 1986 med en cover av Shocking Blues låt Venus. Hennes nästa låt, You're My Love, blev även den populär. Fem av hennes sånger (Venus, You're My Love, Kanashiki Koibitotachi, Heart ni Hi wo Tsukete, och Hangyaku no Hero) blev Oricon top 10-hits.

## Enka-eran
1993 började hon sin enka-karriär. Hon fick tre priser för sin första enka-sång Higurashi.
Yōko spelar shamisen i många av sina sånger. Nämnvärda sånger med shamisen-delar är Jonkara Onnabushi samt Usoda to Itte.
Hon presenterar ofta enka-program på japansk TV. Hon har åtminstone en låt med i NHK-programmet Minna no Uta. 1993 gjorde hon sitt första framträdande på NHK:s nyårsaftonprogram Kōhaku Uta Gassen. Sedan 1995 har hon uppträtt i "Kōhaku" varje år.

## Diskografi

### Enka-singlar
- 蜩 (Higurashi) med 心だけでも．．．(Kokoro Dake Demo...) 1993/1/21
- 海に降る雪 (Umi ni Furu Yuki) med 道しるべ (Michishirube) 1993/6/2
- なみだ酒 (Namidazake) med 艶花 (Tsuyabana) 1993/9/22
- 蒼月 (Tsuki) med あんただけ (Anta Dake) 1994/3/9
- めおと酒 (Meotozake) med 綾の女 (Aya no Onna) 1994/10/5
- 私が生まれて育ったところ (Watashi ga Umarete Sodatta Tokoro) med 硝子坂 (Garasu Zaka) 1995/1/21
- 捨てられて (Suterarete) med ふたたびの恋 (Futatabi no Koi) 1995/3/24
- 倖せにしてね (Shiawase ni Shite ne) med いけない女 (Ikenai Onna) 1996/2/21
- ヨコハマ・シルエット (Yokohama Silhouette) med 嘘だといって (Uso Da to Itte) 1996/6/21
- たてがみ (Tategami) med ふられ酒 (Furarezake) 1996/11/7
- たてがみ「劇場版」 (Tategami - Gekijōban) med 紅い雪 (Akai Yuki) 1997/1/22
- お江戸の色女 (Oedo no Iroonna) med 夏ひとり (Natsu Hitori) 1997/4/23
- あの頃のなみだは (Ano Koro no Namida wa) med 地図のない旅 (Chizu no Nai Tabi) 1997/4/23
- ムーンライトジェラシー (Moonlight Jealousy) 1997/11/6
- 浪花夢情話（新編桂春団治） (Naniwa Yume Jōwa) 1997/11/6
- 恋のプラットホーム (Koi no Platform) med 洋子のズンドコ節 (Yōko no Zundokobushi) 1998/1/13
- 父さんの詩 (Otōsan no Uta) med 港町メルヘン (Minatomachi Märchen) 1998/3/21
- 桶屋の八つぁん (Okeya no Yatsan) med 新宿たずね人 (Shinjuku Tazune Hito) 1998/5/2
- 花園しぐれ (Hanazono Shigure) med 恋酒場 (Koi Sakaba) 1998/11/13
- 傘 (Kasa) med 深川恋キツネ (Fukagawagoi Kitsune) 1999/3/24
- さだめ雪 (Sadame Yuki) med 女の花詞 (Onna no Hanakotoba) 1999/8/4
- なみだ酒 (Namidazake) / めおと酒 (Meotozake) 1999/12/16
- 蜩 (Higurashi) / 蒼月 (Tsuki) 1999/12/16
- むすばれたいの (Musubaretai no) med 遠い街 (Tōi Machi) 2000/1/1
- 恋酒場 (Koi Sakaba) med あずさ川 (Azusagawa) 2000/4/21
- 紅い雪 (Akai Yuki) med 縁むすび (Enishi Musubi) 2000/11/1
- 遠野物語 (Tōno Monogatari) med 幾春別川 (Kishun Wakaregawa) 2001/5/17
- めぐり逢い (Meguriai) med やどり木夫婦 (Yadorigi Fūfu) 2002/3/21
- 艶姿女花吹雪 (Adesugata Onna no Hanafubuki) med 妻という名じゃなくっても (Tsuma to Iu Na Ja Naku 'tte mo) 2002/7/24
- 愛ありがとう (Ai Arigatō) med 色づく旅路 (Irozuku Tabiji) 2002/10/23
- 嵐峡 (Arashihazama) med 冬のタンゴ (Fuyu no Tango) 2003/1/22
- ありんことひまわり (Arinko to Himawari) med ありんこのクリスマス (Arinko no Christmas) 2003/6/25
- じょんから女節 (Jonkara Onnabushi) med たまゆら (Tamayura) 2003/6/25
- おんな炭坑節 (Onna Tankōbushi) 2004/5/26
- 嘘だといって (Uso Da to Itte) med 芭蕉布 (Bashō Nuno) 2005/1/26
- 洋子の・・・海 (Yōko no...Umi) med 洋子の・・・ふるさと (Yōko no Furusato) 2005 6/16
- 洋子の・・・名残月 (Yōko no Meizangetsu) med 洋子の・・・冬景色 (Yōko no Fuyukeshiki) 2005/10/19